# Open GDF SUEZ 42 2012
L'Open GDF SUEZ 42 2012 è stato un torneo di tennis facente parte della categoria ITF Women's Circuit nell'ambito dell'ITF Women's Circuit 2012. Il torneo si è giocato a Andrézieux-Bouthéon in Francia dal 23 al 29 gennaio 2012 su campi in cemento e aveva un montepremi di $25,000.

## Vincitori

### Singolare
Kristýna Plíšková ha battuto in finale  Anna Remondina con il punteggio di 6–2, 6–2

### Doppio
Karolína Plíšková /  Kristýna Plíšková hanno battuto in finale | Julie Coin /  Eva Hrdinová con il punteggio di 6–4, 4–6, [10-5]